# Microgramma owariensis
Microgramma owariensis là một loài thực vật có mạch trong họ Polypodiaceae. Loài này được (Desv.) Alston miêu tả khoa học đầu tiên năm 1956.